# 日本駐泰國大使館
日本駐泰國大使館（日语：在タイ日本国大使館）是日本派在泰國的最高外交代表機構，位於曼谷巴吞旺縣內的無線電路177號。日本在泰設置代表機構可追溯至1897年開張的日本公使館，其在1941年時改設大使館、成為諸國駐泰使館中率先昇格為大使館者之一。雖然大使館曾因1945年日本戰敗而一度裁撤，但日本政府於1951年重回曼谷增設在外事務所（駐外辦事處），繼而在1952年重開了大使館，歷經幾度遷址後，於2006年搬入新館辦公。日本駐泰使館以特命全權大使作為館長，下轄政治、經濟和領事等數個部門，並與泰北的日本駐清邁總領事館並列日本在泰兩大使領館。

## 沿革
日本與泰國（舊稱暹羅）在1887年9月26日簽署友好通商宣言，藉此建立了外交關係，而日本外務省於移民增加、保護在泰日人等考量之下，也開始決定在當地設置日本領事機構。1896年2月29日，日本眾議院以多數決贊成設館建議案後，開館的預算也開始進行安排:p25。1897年3月31日，日本正式通過了首任駐辦公使稻垣滿次郎的任免令，並於同年在曼谷的東方酒店內開設臨時公使館。1903年10月10日起，日本使節的地位正式提升為特命全權公使，其駐館級別又在1941年8月16日時，因為日泰關係增進而改為大使館規格，為各國駐泰使館中率先昇格者之一。大使館建築在1944年2月10日的曼谷空襲期間曾因盟軍轟炸而損毀，而戰爭結束、日本宣布無條件投降之後，使館更遭到關閉，大使山本熊一也於1946年6月15日遣返回日。
1950年12月26日，日本政府於內閣會議上確定了「日本政府在外事務所增置令」的修定政令，並決定於曼谷新闢事務所，內定所長人選——通商產業省雜貨輸出課課長鈴木耕一在1951年3月22日到任。1952年日泰邦交恢復，日方遂從該年4月28日起廢除事務所、重開大使館，第一代大使太田一郎則於11月15日履新。1968年，大使館館址從曼谷的沙吞縣:p209轉移到碧武里新路上:p56，2006年11月27日後，又為了將主館與分散在市內其他地點的領事部、宣傳文化部等使館下屬機構進行統合，而遷移至曼谷地鐵是樂園車站週邊、無線電路177號的新館內運作。原本與大使館共用碧武里新路舊址的日本外務省國際協力機構（JICA）駐泰事務所也跟著搬到曼谷別處的高級大樓內辦公。

## 組織與職掌
日本駐泰國大使館的職責為保護日本人、促進日泰關係和國際社會合作，編員包括日籍館員約60人、本地雇員約100人。館內分為總務部（協調、預算、人事、警備、設備相關事務）、領事部（護照、證明書、事件處理等公民服務及簽證發放）、國際機構部（日方與在泰國際機構關係）、政務部（掌握泰國及週邊情勢、日泰政治關係）、經濟部（貿易投資等經濟關係、區域合作）及宣傳文化部（文化事業、報導對策、留學等交流事務）。
除了曼谷的大使館本館之外，日本駐泰使領館尚有該國北部清邁的日本總領事館。日本原先僅從曼谷派大使館參贊（兼領事）和理事官到當地出差，而日本外務省在1999年8月27日時，顧及當地為湄公河流域開發據點、日企進出增加，並可就近搜集毒品問題及緬甸難民問題等相關情報，而決定了新設領事館的方針。總領事館後於2004年開張，領務轄區包含清邁府、南奔府、清萊府、帕夭府、湄宏順府、楠府、帕府和程逸府等8個泰北行政區。

## 歷任館長

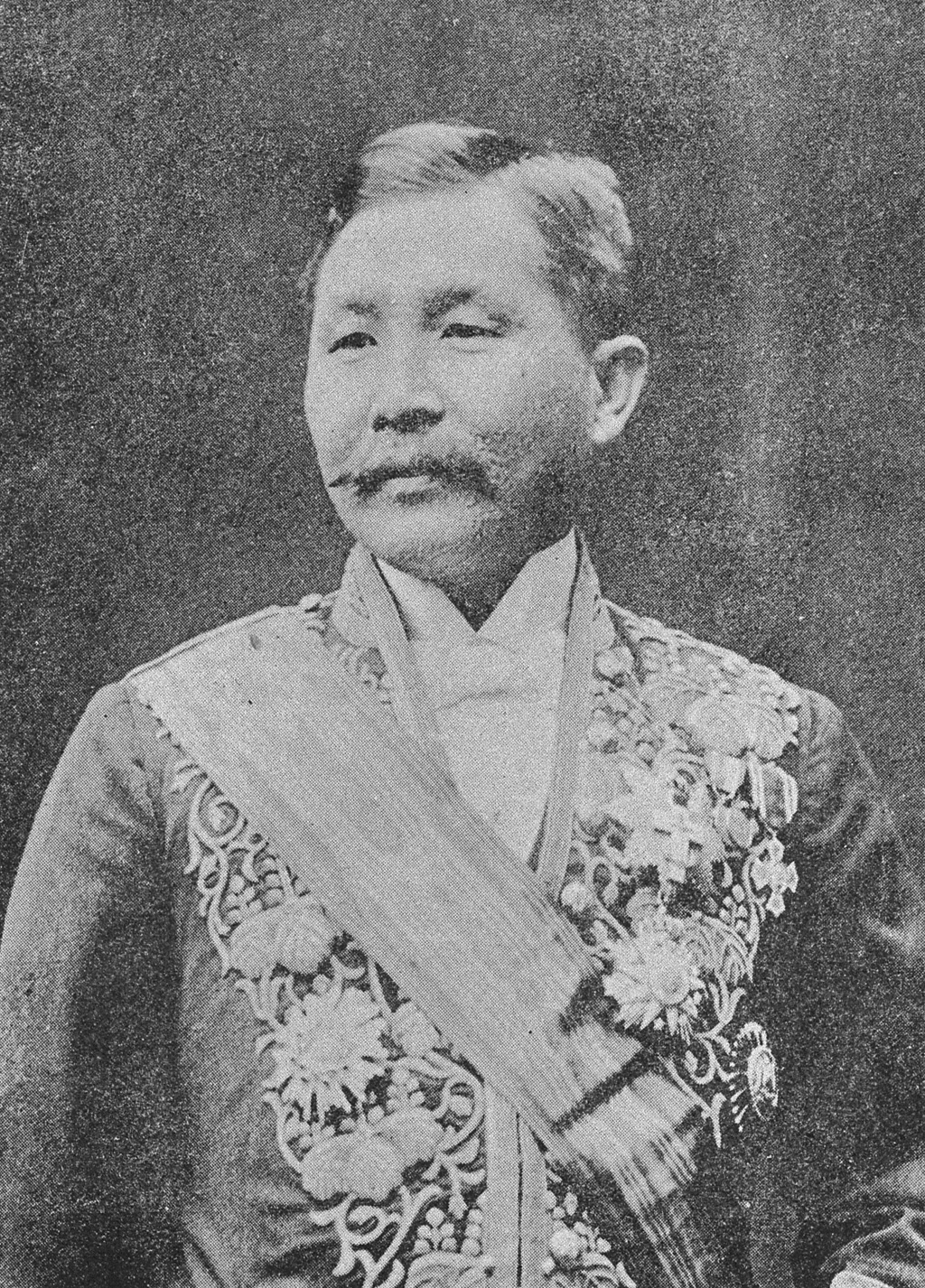
日本首任駐泰國使節稻垣滿次郎

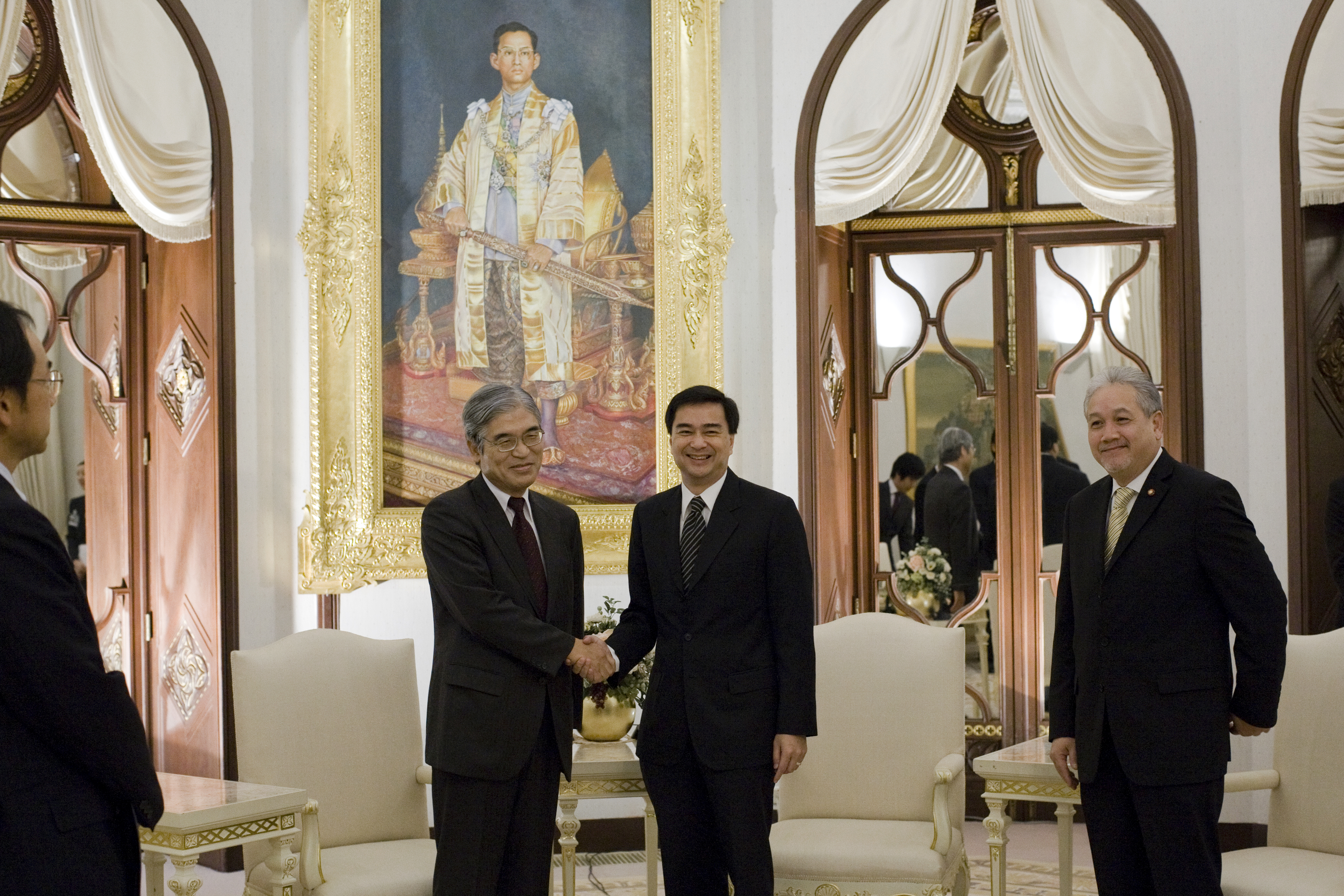
日本駐泰國大使小島誠二（左）於泰國政府大廈會見泰國總理艾比希（中），攝於2011年2月7日

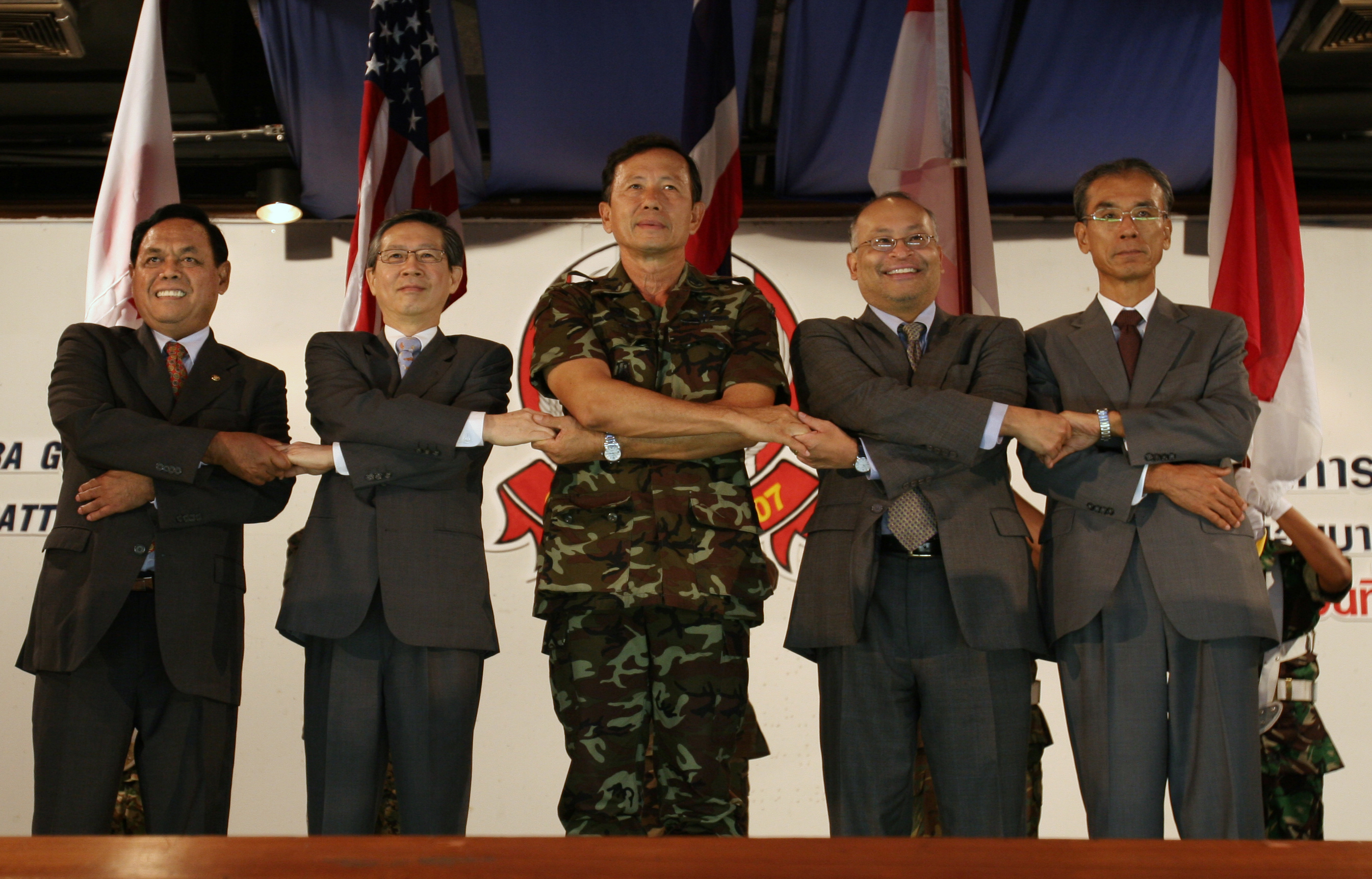
日本駐泰國大使小林秀明（右一）於泰國中天海灘出席黃金眼鏡蛇軍演開幕典禮。同台者由左至右分別為印尼駐泰國大使易卜拉欣·巫薩（Ibrahim Yusuf）、新加坡駐泰國大使館曾汝鑫、泰國皇家軍隊總司令汶桑·年巴迪上將和美國駐泰國大使館副館長亞歷山大·阿維祖，攝於2007年5月7日

| 姓名                 | 上任日         | 備註                                   |
| -------------------- | -------------- | -------------------------------------- |
| 駐辦公使             |                |                                        |
| 稻垣滿次郎           | 1897年3月31日  |                                        |
| 特命全權公使         |                |                                        |
| 稻垣滿次郎           | 1903年10月10日 |                                        |
| 松方正作             | 1907年7月10日  |                                        |
| 吉田作彌             | 1908年8月15日  |                                        |
| 西源四郎             | 1915年4月7日   |                                        |
| 政尾藤吉             | 1921年2月25日  |                                        |
| 矢田長之助           | 1922年6月20日  |                                        |
| 林久治郎             | 1926年1月30日  |                                        |
| 矢田部保吉           | 1928年7月28日  |                                        |
| 石射豬太郎           | 1936年10月16日 |                                        |
| 村井仓松             | 1937年7月27日  |                                        |
| 二見甚鄉             | 1941年5月16日  |                                        |
| 特命全權大使         |                |                                        |
| 坪上貞二             | 1941年9月4日   | 1941年8月16日昇格為大使館              |
| 山本熊一             | 1944年9月9日   | 1946年6月15日遣返回日                  |
| 駐曼谷在外事務所所長 |                |                                        |
| 鈴木耕一             | 1951年3月22日  | 1952年4月28日事務所廢止 同日大使館開館 |
| 特命全權大使         |                |                                        |
| 太田一郎             | 1952年11月15日 |                                        |
| 澀澤信一             | 1956年5月9日   |                                        |
| 大江晃               | 1959年4月7日   |                                        |
| 島津久大             | 1963年1月22日  |                                        |
| 粕谷孝夫             | 1964年10月23日 |                                        |
| 關守三郎             | 1967年6月21日  |                                        |
| 後宮虎郎             | 1968年4月15日  |                                        |
| 藤崎萬里             | 1972年2月25日  |                                        |
| 人見宏               | 1976年2月20日  |                                        |
| 小木曾本雄           | 1980年1月29日  |                                        |
| 橘正忠               | 1983年10月30日 |                                        |
| 木内昭胤             | 1986年2月7日   |                                        |
| 岡崎久彥             | 1988年11月16日 |                                        |
| 藤井宏昭             | 1992年6月30日  |                                        |
| 恩田宗               | 1994年1月30日  |                                        |
| 太田博               | 1996年9月23日  |                                        |
| 赤尾信敏             | 1999年10月18日 |                                        |
| 時野谷敦             | 2001年12月25日 |                                        |
| 小林秀明             | 2005年11月11日 |                                        |
| 小町恭士             | 2008年9月20日  |                                        |
| 小島誠二             | 2010年10月1日  |                                        |
| 佐藤重和             | 2012年11月1日  |                                        |
| 佐渡島志郎           | 2015年4月      |                                        |